# 黃履莊
黄履庄（1656年—？），江苏扬州人，清朝顺治、康熙年间发明家、物理学家、制器工艺家生时发明了许多的自动机械器具和各种仪器。著有《奇器目略》一书(已失传）。

## 生平
黄履庄小时候家境贫穷，他读书能过目不忘，喜欢制作各种机械。七、八岁读私塾时，他曾偷取了木匠的刀锥，雕凿出放在桌子上手脚都可以动的小木人。十余岁时，他来到了住在广陵的舅舅家，与表兄戴榕同处， 在那里黄履庄接触到欧洲传教士带来的一些科技著作，从中学习物理、机械等方面的知识。到他28岁时，他制造技术已有很大提升并日趋成熟，许多奇器都是在无师自通条件下完成的。他每当思考新的技巧制作方法，好像十分困难，但一旦有了思路，便手舞足蹈。如果思路不通，他必定裹着被子坐着思考到天亮，一定要在想通后有了结果才罢休。他曾经制作一些小东西自己玩耍，见到的人竞相出高价求购，但他经常生病，讨厌别人纠缠烦扰，就因此不再制造，于是他制造的小东西难以得到。在随后生涯中他陆陆续续制作出许多发明。

杰弗里·D·勒纳等学者认为黄履庄“必有一至奇而不自奇者以为源，而且为之主宰”的话，体现出基督教中的上帝，结合当时扬州是明末清初耶稣会在华传教的中心之一，因此认为黄履庄同城里教会可能有所关系，甚至他就是天主教徒。

## 成就
黄履庄制造的机械很多，他制作的一辆双轮小车，被认为已经有近代自行车的雏形，但真正发明出自行车的是100年后法国人西夫拉克。它长三尺多，大约可以坐一个人，不须人推就能自己前进。走着停了，用手扭动轴旁的曲拐，车子又能像开始那样自己行走。随着车子前进，及时操纵它，一日能走八十里。他曾制造了木狗，放在门的旁边，像真狗那样圈卧着，只是当人进门，触动机关就马上大叫不止，叫声令人难辨真假。他制作的木鸟，放在竹笼中，能自己跳舞飞鸣，像画眉一样鸣叫，凄切清越，声音动听。他制作的喷水器，把水装入其中，水从下向上如线一般喷射，有五六尺高，一个时辰不间断。
1683年黄履庄成功制作了第一架利用弦线吸湿伸缩原理的“验燥湿器"，即湿度计，是毛发湿度计的前身。它有 “内有一针，能左右旋，燥则左旋，湿则右旋，毫发不爽，并可预证阴晴。”的特点。黄履庄的另一个发明是“验冷热器”。据记载，“此器能诊试虚实，分别气候，证诸药之性情，其用甚广，另有专书。"但验冷热器的“专书"和实物均已失传。他还发明了与探照灯类似的装置－瑞光镜，为五六尺的特大铜凹面镜，通过光源蜡烛反射出平行光以达到“光照数里,遍体生温”的效果。
戴榕在写《黄履庄传》时，从《奇器目略》里“偶录数条，以见一斑”，从中选出27种机械器具的名称，写进了黄履庄的传记，戴榕所记录的奇器可分六类：
| 发明种类         | 发明器具                                                                                         |
| ---------------- | ------------------------------------------------------------------------------------------------ |
| 验器（测量仪表） | 验冷热器（即温度计）、验燥湿器（即湿度计）                                                       |
| 诸镜（光学仪器） | 千里镜（即望远镜）、取火镜、临画镜、显微镜、多物镜、瑞光镜等                                     |
| 诸画             | 远视画、旁视画、镜中画、管窥镜画、上下画、三面画                                                 |
| 玩器（玩具）     | 自动戏、自动驱暑扇、木人掌扇和灯衢（利用多面平面镜成复像的装置）等                               |
| 水法             | 龙尾车（多级螺旋水车，可用于农田灌溉）、一线泉、柳枝泉（喷泉）、山鸟鸣、鸾风吟、报时水、瀑布水等 |
| 造器之器（工具） | 方圆规矩，就小画大规矩、就大画小规矩，画六角八角规矩、造诸镜规矩和造法条（卷簧）器等             |

## 相关传闻

### 梅文鼎巧遇机械狗
据说黄履庄的奇器发明这一消息传到了当时在安徽宣城梅文鼎的耳里。梅文鼎是清代著名的数学家。他听到黄履庄许多发明奇器的传说，将信将疑，决定到扬州去拜访看这是不是真的事情。在黄履庄家门口敲门时他误把黄履庄自制的、朝他大叫机械木狗当成真狗。于是黄履庄向梅文鼎解释了这一木狗在有人来时充当门铃的作用，并摆弄木狗使狗躺下。梅文鼎看罢心服口服，对黄履庄十分赞赏。

## 外部资料
1. 1 2  姜常红. . 知识窗. 2018.
2. 1 2  张潮《虞初新志/卷06/黄履庄小传》
3. ↑  Jeffrey D. Lerner， Yaohua Shi (编). . Oxbow Books. 2020  [2021]. ISBN 9781789254716. （原始内容存档于2021-08-17） （英语）.
4. ↑  张秉伦, 胡化凯. . 安徽人民出版社. 2005  [2021]. ISBN 9787212025885. （原始内容存档于2021-08-18）.
5. ↑   吴陈琰（清）. . 济南: 齐鲁书社. 1995 （文言文）.
6. ↑   （清）徐珂. . 北京: 中华书局. 1984 （文言文）.
7. ↑  文学城 从探照灯到“小月亮” （页面存档备份，存于）
8. ↑  王锦光. . 杭州大学学报. 1960, (卷06)  [2021-07-22]. （原始内容存档于2021-07-22）.
9. ↑  蔡天新. . 時報文化出版. 2019年. ISBN 9571377864. （原始内容存档于2021-08-06） （中文）.